# Province de Toro
Pour les articles homonymes, voir Toro.

Localisation de la province de Toro dans le contexte des provinces et couronnes d'Espagne en 1590.

La province de Toro est une région historique de la couronne de Castille, située en partie dans l'ancien royaume de León et en partie dans la vieille Castille. Elle exista entre 1528 et 1804 et ses territoires étaient situés dans les provinces actuelles de Zamora, Palencia, Cantabrie et Valladolid.
Elle englobait la ville de Toro, qui était sa capitale, et ses environs, bien que la majeure partie de son territoire soit géographiquement disjointe et située dans une grande partie de l'actuelle province de Palencia.

## Source
- (es) Cet article est partiellement ou en totalité issu de l’article de Wikipédia en espagnol intitulé « Provincia de Toro » (voir la liste des auteurs).